# Jasper Nemzeti Park

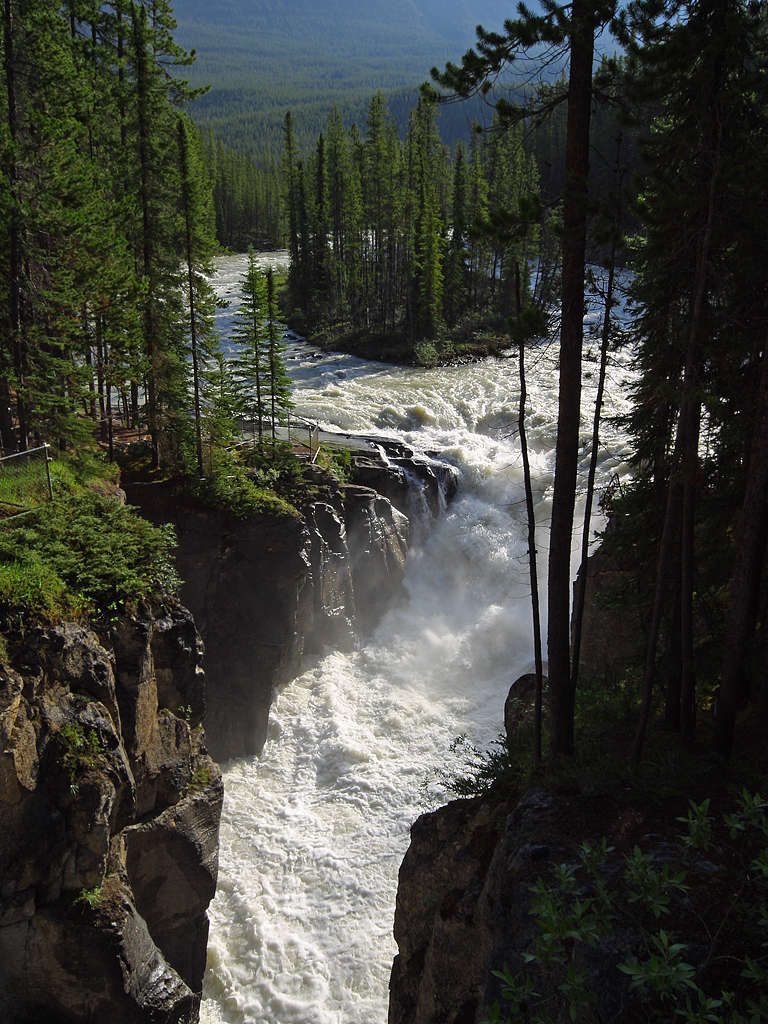
A Sunwapta-vízesést az Athabasca-gleccser vize táplálja

Nemzeti és tartományi parkok a Sziklás-hegység kanadai részén

Kanada négy Sziklás-hegységi parkja közül a legészakabbra fekvő és a legnagyobb területű a Jasper Nemzeti Park (angolul Jasper National Park, franciául Parc national de Jasper). Alberta tartományban fekszik, északra a Banff Nemzeti Parktól. Ezt a 10 878 km²-t 1907-ben különítették el nemzeti parknak, amikor az Athabasca-folyó völgyében vasutat építettek. Nevét egy prémvadász-állomásról, a Jasper Haws prémvadászról elnevezett Jasper-házról kapta; ez ma nemzeti történelmi emlékhely.
A kanadai Sziklás-hegység négy nemzeti parkját az UNESCO 1985-ben a világörökség részévé nyilvánította.
A park Banffal határos területén fekszik a 325 km²-s Columbia-jégmező, a Kanadát 10 000 éve beborító jégpajzs egyik maradványa. A jég vastagsága néhol eléri a 750 m-t. Gyakran nevezik a Folyók anyjának, mivel a belőle induló gleccserek a Nagy Kontinentális Vízválasztó mindkét oldalán folyókat táplálnak, így jut olvadékvizéből az Atlanti-óceánba, a Csendes-óceánba és a Jeges-tengerbe is.
Annak ellenére, hogy évi 500 cm hó hullik rá, gleccserei visszahúzódnak: a Jasper legnevezetesebb gleccsere, a 6,5 km hosszú Athabasca-gleccser a 20. században körülbelül egy kilométernyit húzódott vissza. Az Athabasca-gleccser táplálja az Athabasca-folyót.
A magashegyi jellegű parkban sok a tó és a vízesés, továbbá – akárcsak a szomszédos parkokban – van itt néhány hőforrás is. A gleccserek olvadéka és a csapadék a sziklák repedésein szivárog le a mélybe, ahol Föld belső hője felmelegíti.
A Jasper Nemzeti Parkban négy növényzeti zóna alakult ki. A legmagasabb a jég, a gleccserek kietlen birodalma. Alatta húzódik a havasi tundra és a havasalji erdő; a legalsó öv pedig a fenyvesekkel borított hegyvidéki zóna. A nyarakat a tundrán töltő állatok (például a kanadai vadjuh) telente lejjebb ereszkednek, így fordulhat elő, hogy a terület 10%-át kitevő völgyek télen a vadak 90%-át látják el élelemmel. A Banffban és a Jasperben él az igen ritka havasi kecske. A nemzeti parkban megtalálhatóak az alábbi ragadozók:
- grizzly,
- puma,
- farkas.

A Jasper élővilágát is fenyegetik különböző tényezők. Rengeteg állatot gázolnak el, és az orvvadászat is jelentős.

## Külső hivatkozások
- Hivatalos honlap
- Jasper Nemzeti Park a Bivouac.com-on